# Adolfo I, Duque de Cleves
Adolfo I, Duque de Cleves (em alemão:  Adolf I., Herzog von Kleve; 2 de agosto de 1373 – 23 de setembro de 1448) foi o quarto Conde de Mark, segundo Conde de Cleves e primeiro Duque de Cleves.

## Biografia
Adolfo era o filho mais velho de Adolfo III, Conde de Mark, e de Margarida de Jülich; entre os seus irmãos encontravam-se Teodorico (Dietrich), Gerardo (Gerhard) e Margarida (Margarete).
Pela morte de seu pai, em 1394, tornou-se Conde de Cleves, com o título de Adolfo I. Em 1397 derrotou o seu tio materno, Guilherme VII de Jülich, primeiro Duque de Berg na batalha de Kleverhamm, tornando-se Senhor de Ravenstein.
Quando o seu irmão Teodorico IX, Conde de Mark morreu no decurso de outra batalha, em 1398, ele herdou também o Condado de Mark, com o título de Adolfo IV. Adolfo expandiu a sua influência ao casar com Maria de Borgonha, filha do Duque João, Sem Medo. O resultado, foi a elevação de Cleves a Ducado pelo Sacro Imperador Segismundo do Luxemburgo, em 1417.
A partir de 1409, ele enfrentou a oposição do seu irmão mais novo Gerardo, que reclamou o Condado de Mark. Por volta de 1423, a disputa resultou num conflito armado, tendo-se Gerardo aliado ao Arcebispo-Eleitor de Colónia.
A paz foi finalmente celebrada entre os dois irmãos em 1430 e confirmada em 1437. Como resultado, Gerardo governou a maior parte do condado de Mark, mas deveria ser sucedido pelo sobrinho (filho de Adolfo) João. Gerardo não foi autorizado a intitular-se Conde "de" Mark (em alemão:  Graf von Mark) devendo antes intitular-se Conde “para” Mark (em alemão:  Graf zur Mark).
Após a morte de Gerardo em 1461, o Condado de Mark e o Ducado de Cleves foram de novo reunidos pelo filho de Adolfo, João I.

## Casamentos e descendência
Pouco antes do ano de 1400, Adolfo casou com Inês do Palatinado, filha de Roberto da Germânia e de Isabel de Nuremberga. Inês morreu um ano mais tarde, sem geração.
Em 1406 Adolfo casou com Maria de Borgonha, filha do duque João, Sem Medo e de Margarida da Baviera. Deste casamento, nasceram:
- Margarida (Margarete) (1416–1444), que casou primeiro com o duque Guilherme III da Baviera (1375-1435) e, em segundas núpcias, em 1441, com o conde Ulrique V de Vurtemberga;
- Catarina (Katharina) (1417–1479), que casou com Arnoldo de Egmont, duque de Gueldres; pais de Maria de Gueldres, rainha consorte da Escócia;
- João I (Johann) (1419-1481), que casou com Isabel, condessa de Nevers, com geração;
- Isabel (Elisabeth) (1420-1488), que casou com Henrique XXVI de Schwarzburgo-Blankenburgo;
- Inês (Agnes) (1422-1448), que casou com Carlos IV de Navarra, príncipe de Viana, com geração;
- Helena (Helen) (1423-1471), que casou com o duque Henrique II de Brunswick-Luneburgo;
- Adolfo (Adolf) (1425-1492), senhor de Ravenstein casado com Beatriz de Coimbra, infanta de Portugal, com geração;
- Maria (Maria) (1426-1487), que casou com o duque Carlos I de Orleães, sendo pais do rei Luís XII de França;
- Ana (Anna) (1432), morreu jovem;
- Engelberto (Engelbert).

## Brasão de armas
| Brasão | Descrição |
| ------ | --- |
|        | Brasão dos Condes de Cleves                                                                                             |
|        | Brasão dos condes de Mark                                                                                               |
|        | Brasão dos conde de Cleves e Mark Brasão usado por Adolfo, como conde de Mark (Adolfo IV) e conde de Cleves (Adolfo II) |

| Adolfo I, Duque de Cleves Casa de MarkNascimento: 2 de agosto de 1373 Morte: 23 de setembro de 1448 |                                                            |                                       |
| Precedido por: Teodorico IX                                                                         | Conde de Mark (como Adolfo IV) 1398–1430 de jure 1398-1448 | Sucedido por: Gerardo                 |
| Precedido por: Adolfo I                                                                             | Conde de Cleves (como Adolfo II) 1394–1417                 | (elevação a Ducado)                   |
| (novo título)                                                                                       | Duque de Cleves (como Adolfo I) 1417–1448                  | Sucedido por: João I, Duque de Cleves |